# Gösta Sjöstrand
Gösta Karl Helge Sjöstrand, född 15 maj 1910 i Göteborg, död 1980 i Mellerud, var en svensk väg- och vattenbyggnadsingenjör.
Sjöstrand, som var son till baningenjör Helge Sjöstrand och Fanny Brändström, avlade studentexamen i Göteborg 1930 och utexaminerades från Kungliga Tekniska högskolan i Stockholm 1941. Han blev ingenjör vid Väg- och vattenbyggnadsstyrelsen i Stockholm 1941, i Härnösand 1944, på Söderhamns stads byggnads- och stadsingenjörskontor 1945, arbetschef på Säffle stads ingenjörskontor 1947 samt var stadsingenjör och byggnadschef där 1955–1972.